# Operação Bison
Operação Bison (em francês:  Opération Bison) é o nome dado à operação militar francesa no Chade nos anos 1969-1972.
O Chade era uma ex-colônia francesa que se tornou independente em 1960. Em 1965 estourou a Guerra Civil Chadiana e, um ano depois, a Frente de Libertação Nacional do Chade (FROLINAT), um grupo insurgente, foi formado para derrubar o presidente do Chade, François Tombalbaye. Em 1968, a revolta havia se estendido para a maior parte do país, e a FROLINAT podia contar com cerca de 3.000 homens. 
Isso obrigou Tombalbaye a pedir em 1968 a ajuda do presidente francês Charles de Gaulle, contando com os acordos militares entre os dois países; em primeiro lugar, pelo Acordo de Defesa assinado em 15 de agosto de 1960 e, em segundo lugar, pelo acordo de Assistência Técnica Militar, assinado em 19 de maio de 1964. Originalmente, a França se limitava a fornecer apoio logístico às Forças Armadas Chadianas, mas, quando ficou claro que a situação não estava melhorando, De Gaulle relutantemente iniciou em 14 de abril de 1969, uma operação militar, enviando 3.000 soldados franceses bem equipados contra as forças desorganizadas da FROLINAT. Entre as condições para a ajuda francesa estava a aceitação por Tombalbaye de uma Missão de Reforma Administrativa, que deveria reformar o exército e o serviço público e propor mudanças radicais nas políticas do governo..
O comando da operação foi inicialmente entregue ao General Michel Arnaud, ex-companheiro do General Philippe Leclerc. Tombalbaye imediatamente tentou ditar-lhe a missão da Operação; por exemplo, é relatado que em uma ocasião, Tombalbaye convocou Arnauld para uma reunião do Conselho de Defesa e ordenou-lhe que eliminasse todos os árabes que viviam em N'Goura, uma localidade não muito longe da capital Fort-Lamy, porque não mereciam ser chamados de chadianos. Arnaud questionou sem rodeios "Sou um general francês e não vou me envolver em genocídio". Seguiu-se um momento de silêncio, após o qual Tombalbaye ordenou ao general que pegasse o primeiro voo para a França.
Essas tensões levaram à substituição de Arnaud em setembro pelo general Edouard Cortadellas, que adaptou-se melhor com Tombalbaye. Os franceses foram bem-sucedidos militarmente, derrotando constantemente os rebeldes. Isso, juntamente com as reformas, contribuiu para a relativa calma de 1970 e 1971, especialmente no centro e leste do Chade, onde os franceses se concentraram. Em 1971, os rebeldes estavam em sua maioria ativos apenas em bolsões isolados no Tibesti, e o próprio Cortadellas admitiu que os tubus não poderiam ser totalmente submetidos, quando disse: "Acredito que devemos traçar uma linha abaixo [da região de Tibesti] e deixá-los com suas pedras. Nunca poderemos subjugá-los."
Os franceses usaram contra os insurgentes táticas que enfatizavam o uso do poder aéreo para apoio terrestre, à semelhança do que os Estados Unidos estavam fazendo naqueles anos no Vietnã. Isso ajudou os franceses a vencer todos os confrontos com os rebeldes, e especialmente úteis foram seus canhões de 20 mm montados em helicópteros. 
Em julho de 1971 os franceses cessaram o envolvimento militar direto e, em 28 de agosto de 1972, a operação foi considerada oficialmente encerrada, conforme simbolizado pela partida no mesmo dia de Cortadellas, com a maior parte das tropas. O lugar de Cortadellas no Chade foi ocupado pelo General J.-H. Auffray, com um único regimento francês de fuzileiros navais estacionado na capital e 600 conselheiros do exército, que foram implantados em uniformes chadianos. A operação custou a vida de 50 franceses (entre os quais estava o filho de Cortadellas), mas falhou em destruir a insurgência, que prontamente ganhou novo vigor quando os franceses partiram.
Auffray deveria permanecer no comando até outubro de 1974, quando foi substituído. Em 1975, todos os franceses restantes foram forçados a deixar o Chade, devido a uma crise nas relações franco-chadianas gerada pelo caso Claustre. As tropas francesas voltariam três anos depois com a Operação Tacaud, novamente para salvar o governo chadiano dos rebeldes da FROLINAT. 